# Washington Mutual
Washington Mutual (o WaMu) fue la asociación de caja de ahorros más grande de los Estados Unidos. A pesar de su nombre, no era una cooperativa de ahorro y crédito, ya que dejó de ser una mutualidad en 1983. Se negociaba públicamente en la Bolsa de Nueva York. Fue adquirida por J.P. Morgan & Chase Co. el 26 de septiembre de 2008.
Las actividades principales de Washington Mutual eran el de proveer servicios financieros a los consumidores y pequeños negocios como cuenta de transacciones, préstamos hipotecarios, préstamo de consumo, banca de negocios, préstamos de negocios, servicios de seguros, servicios de tarjetas de créditos, bienes raíces comerciales hipotecarios y servicios de inversiones al consumidor.
Washington Mutual es el único banco principal que sobrevive en Seattle después de que las fusiones de varios bancos en los años 1980 y 1990 terminaran en la independencia del Rainier Bank, Seafirst Bank, y Peoples National Bank, entre otros.
Al 30 de junio de 2006 Washington Mutual operaba más de 2,600 bancas minoristas, préstamos hipotecarios, banca comercial, servicios financieros y de oficinas. El 25 de septiembre de 2008, la Oficina de Supervisión de Instituciones de ahorro (OTS) anunció que iba a incautar WaMu y que vendería los depósitos y filiales a JPMorgan Chase. Washington Mutual es el mayor hundimiento de un banco en la historia de EE. UU, el Gobierno, en lo que suponía la mayor intervención de un banco hasta ahora, se vio obligado a tomar el control de la entidad, que atesoraba 307.000 millones de dólares en activos, y acordar una venta de urgencia a JP Morgan.

## Compra por J.P. Morgan Chase
El 17 de septiembre de 2008 se anunció que Washington Mutual estaba siendo puesto en subasta por Goldman Sachs. No obstante, el 26 de septiembre J.P. Morgan Chase acordó comprar la firma por 1900 millones de dólares: en total 2300 oficinas y depósitos por importe de 143.000 millones de dólares.
Actualmente los accionistas de Washington Mutual se encuentran inmersos en una batalla judicial contra JP Morgan Chase y la FDIC, debido a lo que consideran una adquisición injusta e ilícita de Washington Mutual. La juez Mary F. Walrath encargada del caso, aprobó el pasado día 29 de enero de 2010 la formación de un EC (Equity Committee) para la defensa de los accionistas y facilitar un acuerdo entre las partes. El proceso promete ser largo, a la vez que interesante.

## Adquisiciones

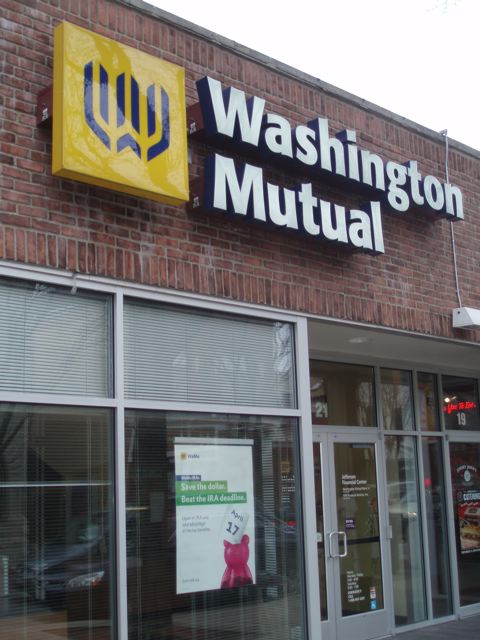
Un sucursal de Washington Mutual en Naperville, Illinois.

Desde la adquisición de Murphey Favre, Washington Mutual ha realizado numerosas adquisiciones con el objetivo de ampliar la corporación. Mediante la adquisición de empresas como PNC Mortgage, Fleet Mortgage, Homeside Lending; Washington Mutual es ahora el tercer mayor prestamista hipotecario en los Estados Unidos. Con la adquisición de Providian Financial Corporation en octubre de 2005, WaMu también se ha convertido en la novena compañía de tarjetas de créditos de Estados Unidos.
Lista de adquisiciones de Washington Mutual desde la desmutualización:
- Commercial Capital Bancorp, California, 2006
- Providian Financial Corporation, California, 2005
- HomeSide Lending, Inc., Florida, una unidad del National Australia Bank, 2002
- Dime Bancorp, Inc., Nueva York, 2002
- Fleet Mortgage Corp., Carolina del Sur, 2001
- Bank United Corp., Texas, 2001
- PNC Mortgage, Illinois, 2001
- Alta Residential Mortgage Trust, California, 2000
- Long Beach Financial Corp., California, 1999
- Industrial Bank, California, 1998
- H.F. Ahmanson & Co. (Home Savings of America), California, 1998
- Great Western Bank, 1997
- United Western Financial Group, Inc., Utah, 1997
- Keystone Holdings, Inc. (American Savings Bank), California, 1996
- Utah Federal Savings Bank, 1996
- Western Bank, Oregón, 1996
- Enterprise Bank, Washington, 1995
- Olympus Bank FSB, Utah, 1995
- Summit Savings Bank, Washington, 1994
- Far West Federal Savings Bank, Oregón, 1994
- Pacific First Bank, Ontario, 1993
- Pioneer Savings Bank, Washington, 1993
- Great Northwest Bank, Washington, 1992
- Sound Savings & Loan Association, Washington, 1991
- CrossLand Savings FSB, Utah, 1991
- Vancouver Federal Savings Bank, Washington, 1991
- Williamsburg Federal Savings Association, Utah, 1990
- Frontier Federal Savings Association, Washington, 1990
- Old Stone Bank of Washington, FSB, Rhode Island, 1990